# Acer emeiense
Acer emeiense é uma espécie de árvore do gênero Acer, pertencente à família Aceraceae.